# Amalgame de sodium
L’amalgame de sodium est un amalgame, ou alliage, de mercure et de sodium découvert par Hans Goldschmidt et Julius Tafel, deux étudiants de Robert Bunsen. C'est un solide blanc argenté ou grisâtre d'apparence spongieuse. Il sert à produire du dihydrogène, de la soude et comme réducteur en chimie organique.

## Préparation
Lorsque le sodium métallique (Na) est dissous dans du mercure, il se produit une réaction exothermique qui produit le composé intermétallique NaHg2. L'échauffement est souvent suffisant pour mettre localement le mercure en ébullition. Ce procédé est en général réalisé sous courant d'azote sec (N2, gaz inerte). L'amalgame de sodium obtenu est soluble dans le mercure.
C'est un sous-produit obtenu lors de la fabrication du chlore par électrolyse dans une cellule de mercure. Dans cette cellule, la saumure (NaCl) est électrolysée entre la cathode (réaction de réduction) constituée par le mercure liquide et une anode (réaction d'oxydation) en graphite ou titane. Le chlore (Cl2) est produit à l'anode par oxydation de Cl− tandis que le sodium métal (Na) réduit à la cathode se dissout dans le mercure, formant l'amalgame de sodium.

## Utilisations
Lorsque le mercure arrive à saturation en sodium dissout, l'amalgame de sodium est séparé et mis à réagir avec de l'eau pour recycler le mercure tout en produisant de l'hydrogène (H2) ainsi qu'une solution de soude concentrée (NaOH). Malheureusement, tout le mercure n'est pas récupéré, ce qui pose des problèmes environnementaux et conduit à remplacer la cellule de mercure par une cathode utilisant un matériau moins toxique[Lequel ?][réf. nécessaire].
L'amalgame de sodium sert aussi en chimie organique comme puissant réducteur, moins dangereux à manipuler que le sodium métallique pur. Il est par exemple utilisé dans la réduction d'Edme et dans la réaction d'oléfination de Julia.
L'amalgame de sodium est également utilisé dans les lampes à vapeur de sodium, le sodium apportant ses raies orange caractéristiques et le mercure servant à ajuster sur mesure les propriétés électriques de la lampe.